# Mariusz Jabłoński
Mariusz Jabłoński (ur. 1970) – polski prawnik, specjalista w zakresie prawa konstytucyjnego, profesor nauk prawnych, nauczyciel akademicki Uniwersytetu Wrocławskiego.

## Życiorys
W 2000 na podstawie rozprawy pt. Referendum w polskim prawie konstytucyjnym otrzymał na Wydziale Prawa, Administracji i Ekonomii Uniwersytetu Wrocławskiego stopień naukowy doktora nauk prawnych w zakresie prawa, specjalność: prawo konstytucyjne. W 2008 na tym samym wydziale na podstawie dorobku naukowego oraz rozprawy pt. Polskie referendum akcesyjne uzyskał stopień doktora habilitowanego nauk prawnych w zakresie prawa, specjalność: prawo konstytucyjne. Tytuł naukowy profesora nauk prawnych otrzymał w 2014. Został profesorem nadzwyczajnym UWr oraz kierownikiem Katedry Prawa Konstytucyjnego na WPAiE UWr.

## Wybrane publikacje
- Referendum ogólnokrajowe w polskim prawie konstytucyjnym, Acta Universitatis Wratislaviensis Nr 2331 seria „Prawo” Nr CCLXXIV, Wrocław 2001
- Dostęp do informacji i jego granice (współautor: K. Wygoda), Acta Universitatis Wratislaviensis Nr 2393, Wrocław 2002
- Ustawa o dostępie do informacji publicznej. Komentarz (współautor: K. Wygoda), Acta Universitatis Wratislaviensis Nr 2435, Wrocław 2002
- Biuletyn Informacji Publicznej. Informatyzacja administracji (współautorzy: M. Bernaczyk, K. Wygoda) Acta Universitatis Wratislaviensis Nr 2769, Wrocław 2005
- Polskie referendum akcesyjne, Acta Universitatis Wratislaviensis Nr 2965, Wrocław 2007
- Udostępnianie informacji publicznej w trybie wnioskowym, Wrocław 2009
- Bezpieczeństwo fizyczne i teleinformatyczne informacji niejawnych (współautor: T. Radziszewski), Wrocław 2012
- Udostępnianie informacji publicznej w formie wglądu do dokumentu, Wrocław 2013
- Prawne i techniczne aspekty archiwizacji dokumentów elektronicznych (współautor: T. Radziszewski), Wrocław 2014[2][3]